# Oliver Schmidt (Journalist)

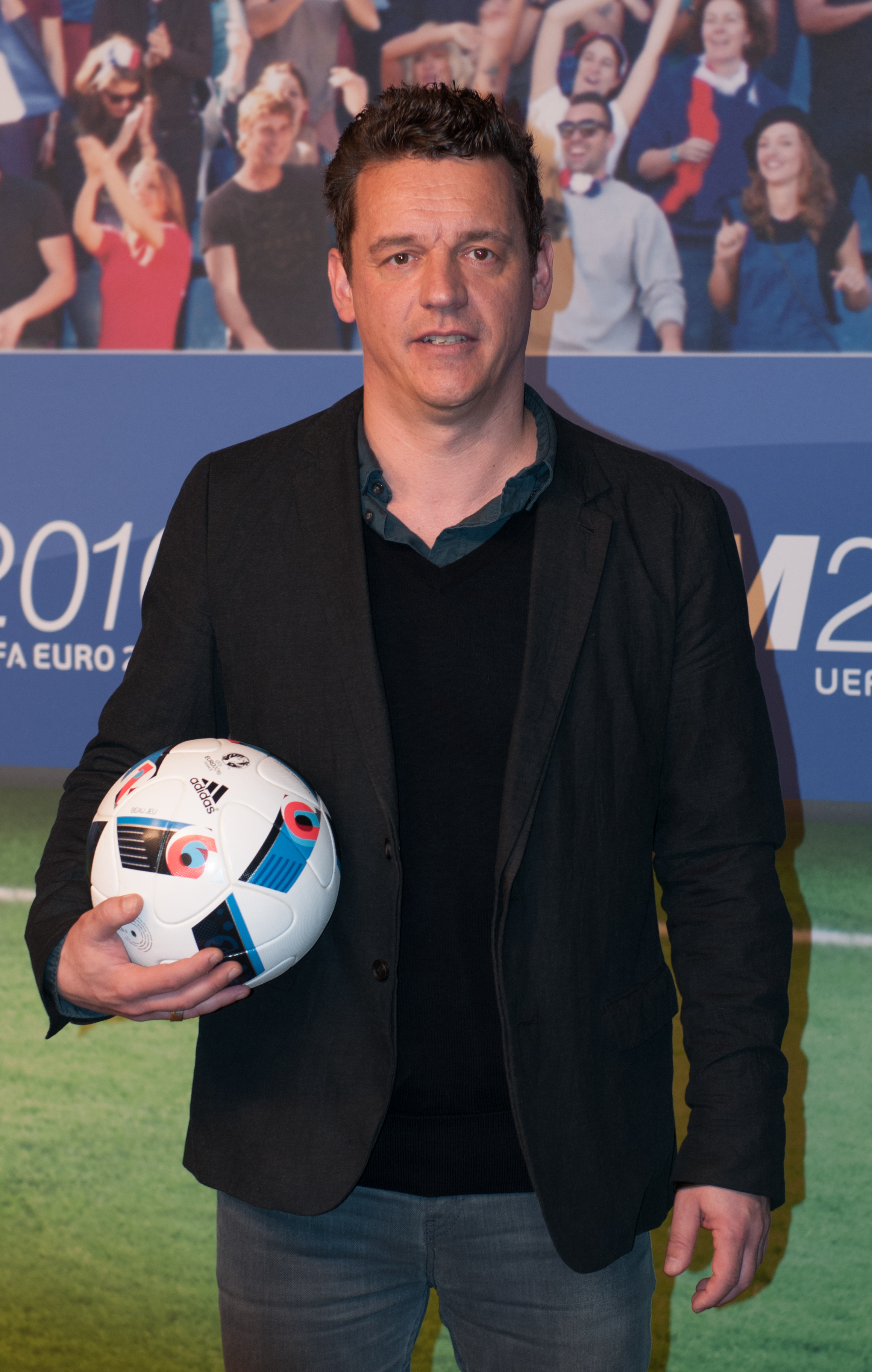
Oliver Schmidt (2016)

Oliver Schmidt (* 1972 in Hückelhoven-Brachelen) ist ein deutscher Sportreporter und Fußballkommentator, der für das ZDF tätig ist.
Schmidt wuchs in Erkelenz auf und spielte in seiner Jugend Fußball für den SV Brachelen. Nach dem Abitur am Cusanus-Gymnasium in Erkelenz studierte er Politikwissenschaften mit den Nebenfächern Volkswirtschaftslehre und Jura.
Anfang der 1990er Jahre arbeitete Schmidt in Erkelenz in einer Lokalredaktion als Fußballreporter; sein Schwerpunkt lag auf dem SC 09 Erkelenz. Er kam 1995 als freier Mitarbeiter zum ZDF, wo er von 1998 bis 2004 unter anderem als fester Redakteur, als Interviewer und Story-Macher bei Fußball-Weltmeisterschaften und Fußball-Europameisterschaften tätig war. Seit 2010 gehört er zum Kommentatorenteam des ZDF bei WM- und EM-Endrunden und kommentiert auch einzelne Länderspiele der deutschen Fußballnationalmannschaft. Bei der Europameisterschaft 2021 kommentiert er mit dem Endspiel (Italien gegen England) erstmals ein Finale einer Europameisterschaft. Von 2012 bis 2018 kommentierte er im Wechsel mit Béla Réthy auch Spiele der UEFA Champions League.
Seit 2006 leitet er Sendungen des Aktuellen Sportstudios und ist seit 2007 als Kommentator aktiv, sowohl bei Spielzusammenfassungen als auch bei Liveübertragungen. Von 2010 bis 2014 war er Redaktionsleiter des Aktuellen Sportstudios.
Schmidt ist verheiratet und hat zwei Söhne. Er wohnt in Wiesbaden.